# Развлечение
Развлечение — деятельность ради удовольствия, проведение досуга.
Имеет и другие названия — потеха, забава и так далее. Бывают индивидуальными и групповыми, различающимися по энергозатратности. Различные виды искусства могут также быть способом проведения досуга.

## История

### Развлечения в Древнем мире
Известно, что жители Древнего Египта любили играть в настольные игры (напр., сенет), но их правила не сохранились. Среди детей были популярны различные игрушки:39, жонглирование и игры с мячом, также были найдены свидетельства популярности борьбы. Богатые люди практиковали охоту (в том числе с использованием специально обученных собак) и катание на лодках:38.
В Древней Греции были популярны спортивные упражнения и игры, состязания — всем известны проводившиеся у них Олимпийские игры. В частном досуге устраивались пиры (застолья), среди которых особо выделяются симпосии. Также знаменит древнегреческий театр.
В Древнем Риме большое место в жизни общества занимали различные зрелища: гладиаторские бои и травля зверей на арене, театральные представления, гонки колесниц, триумфальные шествия. Широко известна фраза «Хлеба и зрелищ», которая используется для описания политики государственных деятелей, которые, подкупая плебс раздачами денег и продуктов, а также цирковыми представлениями, захватывали и удерживали власть в древнем Риме.

### Развлечения в Средние века
В Средние века в Европе работать в воскресные дни и дни христианских праздников было запрещено. После воскресной мессы прихожанам хотелось развлечься, и танцы и пение нередко происходили прямо на церковном дворе, хотя священники осуждали такое времяпрепровождение. Средневековые театральные представления (миракли, мистерии, моралите) главным образом на народном языке в той или иной форме поясняли Священное Писание. Были и странствующие актеры (гистрионы, шпильманы, жонглёры), которые старались разными приемами удивить и рассмешить публику. Ежегодно проходили карнавалы. Для спортивных состязаний в каждом городе выбирали определенный вид единоборства. Например, в испанских городах предпочитали поединки с использованием холодного оружия и корриду, в Южной Англии и Новгороде — кулачный бой, в немецких и фламандских городах — фехтование и борьбу. Простонародье также играло в различные игры с мячом, в них участие принимали все желающие, а правил почти не было. Люди также играли в шашки, шахматы, кости, карты. Своеобразными «зрелищами», привлекавшими много зрителей, были публичные казни.

### Развлечения в раннее Новое время
В Англии XVII века были популярны такие жестокие развлечения, как травля зверей (травля быка, травля медведя, собачьи бои, петушиные бои). Конные состязания не рассматривались как спорт до начала XVII века, когда их популярность начала постепенно расти. Очень популярным развлечением для состоятельных людей была охота. Уже появился профессиональный театр, причем спектакли были сочетанием драмы, оперы и балета. Между драматическими сценами нередко вставляли танцы, часто не имевшие никакого отношения к тексту
пьесы.